# 26. granátnická divize SS „Hungaria“ (2. maďarská)
26. Waffen-Grenadier Division der SS „Hungaria“ (ungarische Nr. 2) byla divize Waffen-SS, která bojovala ve druhé světové válce. Vznikla v listopadu 1944 z nevycvičených honvédů, fanatických členů strany šípových křížů a civilistů.
V lednu 1945 byla divize poslána do Sieradze, kde obdržela výzbroj. Následující útoky polských partyzánů a začátek sovětské zimní ofenzívy donutily divizi začít ustupovat. Kulometné a minometné oddíly byly začleněny do 9. Armee a zbytek divize se po ztrátě 2500 mužů stáhl k Odře. Plánovaný odpočinek a doplnění výzbroje v Neuhammeru byly narušeny postupem Rudé armády. Veteráni z 25. a 26. divize vytvořili Kampfgruppe Ungarisches SS-Alarm Regiment 1 a umožnili zbytku obou divizí ústup. Kampfgruppe byla při bojích ve dnech 8. až 15. února téměř vyhlazena.
V březnu 1945 se divize přesunula do Protektorátu. V dubnu 1945 se připojila k XVII. Waffen-Armee Korps der SS (Ungarisches), s nímž ustoupila do Rakouska. Zde se vzdala Američanům u Attersee. Američané ale většinu zajatých mužů vydali Sovětům, již je popravili nebo poslali do gulagů.

## Velitelé
- SS-Standartenführer Rolf Tiemann (listopad 1944 – listopad 1944)
- SS-Oberführer Zoltan Pisky (listopad 1944 – 23. leden 1945)
- SS-Oberführer László Déak (23. leden 1945 – 29. leden 1945)
- SS-Brigadeführer Berthold Maack (29. leden 1945 – 21. březen 1945)
- SS-Gruppenführer Jozef Grassy (21. březen 1945 – 8. květen 1945)

## Bojová sestava
- Waffen-Grenadier Regiment der SS 64
- Waffen-Grenadier Regiment der SS 65
- Waffen-Grenadier Regiment der SS 85
- Waffen-Artillerie-Regiment der SS 26
- SS-Waffen-Panzerjäger-Abteilung 26
- SS-Waffen-Artillerie-Regiment 26
- SS-Waffen-Flak-Abteilung 26
- SS-Waffen-Schi Bataillon 26
- SS-Waffen-Pionier-Bataillon 26
- SS-Waffen-Nachrichten-Abteilung 26
- SS-Waffen-Vorsorgungs-Regiment 26
- SS-Waffen-Ausbildungs-und-Ersatz-Regiment 26

## Početní stavy divize
V lednu 1945 dosáhla divize síly 16 000 mužů.